# Victor (Iowa)
Victor es una ciudad ubicada en el condado de Iowa en el estado estadounidense de Iowa. En el Censo de 2010 tenía una población de 893 habitantes y una densidad poblacional de 710,91 personas por km².

## Geografía
Victor se encuentra ubicada en las coordenadas 41°43′51″N 92°17′41″O / 41.73083, -92.29472. Según la Oficina del Censo de los Estados Unidos, Victor tiene una superficie total de 1.26 km², de la cual 1.26 km² corresponden a tierra firme y (0%) 0 km² es agua.

## Demografía
Según el censo de 2010, había 893 personas residiendo en Victor. La densidad de población era de 710,91 hab./km². De los 893 habitantes, Victor estaba compuesto por el 98.1% blancos, el 0.11% eran afroamericanos, el 0% eran amerindios, el 0.34% eran asiáticos, el 0% eran isleños del Pacífico, el 1.34% eran de otras razas y el 0.11% pertenecían a dos o más razas. Del total de la población el 1.68% eran hispanos o latinos de cualquier raza.